# مهوا
مهوا (گجراتی: મહુવા، هندی: महुवा، انگلیسی: Mahuva)، یا مدهمتی (گجراتی: મધુમતી، هندی: मधुमती، انگلیسی: Madhumati) یک شهرک در هند است که در بخش بهاونگر واقع شده‌است.

## خصوصیات
مهوا ۰ متر بالاتر از سطح دریا واقع شده‌است.